# 김지혜 (희극인)
김지혜(1979년 5월 25일 ~ )는 대한민국의 희극인이다. 

## 학력
- 서울면일초등학교 (1992년, 졸업)
- 면목중학교 (1995년, 졸업)
- 혜원여자고등학교 (1998년, 졸업)
- 서울예술대학 시각디자인과 (졸업)
- 인하대학교 연극영화학과 (졸업)

## 출연작

### 방송
- 1999년 KBS2 《개그콘서트》
- 〈사바나의 아침〉
- 〈스승님 스승님〉
- 〈스크림〉
- 〈봉숭아 학당〉
- 〈수다맨〉
- 〈장마 홍단〉
- 〈연인들〉
- 〈유치개그〉
- 2000년 KBS2 《TV는 사랑을 싣고》
- 2002년 EBS1 《How - 만들어 볼까요》
- 2002년 MBC 《스타 서바이벌 동거동락》
- 2002년 KBS2 《폭소클럽 1》
- 2006년 MBC 《행복주식회사》
- 2006년 KBS2 《비타민》
- 2008년 KBS2 《해피투게더 3》 27회
- 2008년 O'live 《키스 the Date》
- 2008년 MBC 《공감토크쇼 놀러와》 213 ~ 214회
- 2009년 MBC every1 《부엉이 시즌1》
- 2010년 SBS 《잘먹고 잘사는법》
- 2011년 MBC 《세바퀴》 93회
- 2011년 SBS 《강심장》 88 ~ 89회
- 2011년 SBS 《자기야 - 백년손님》 105 ~ 107회, 116회
- 2011년 SBS 《추석특집 스타커플 최강전》
- 2012년 Story on 《토크 & 시티 6》
- 2012년 SBS 《자기야 - 백년손님》 123회
- 2012년 KBS2 《이야기쇼 두드림》 11회
- 2012년 JTBC 《퀴즈쇼 아이돌 시사회》 17회
- 2012년 MBC 《황금어장 라디오스타》 285 ~ 286회
- 2013년 JTBC 《집밥의 여왕》 1 ~ 2회
- 2014년 KBS2 《자동공부책상 위키》 ... 까부리아 공주 (목소리 연기) 역
- 2016년 KBS2 《자동공부책상 위키 2》 ... 까부리아 공주 (목소리 연기) 역
- 2016년 KBS2 《출발 드림팀 시즌2》 332회
- 2020년 JTBC 《1호가 될 순 없어》
- 2020년 JTBC 《아는형님》
- 2020년 KBS2 《옥탑방의 문제아들》 ... 게스트 (With, 박준형)
- 2023년 KBS2 《옥탑방의 문제아들》 ... 게스트 (With, 염경환)

### 드라마
- MBC 《삼총사》 (2002년)
- SBS 《천국의 계단》 (2003년) ... 송재희 역
- SBS 《101번째 프로포즈》 (2006년) ... 노채영 역
- SBS 《산부인과》 (2010년) ... 김지혜 역 (특별출연)
- MBC 《아이두 아이두》 (2012년) ... 구두매장 진상손님 역 (특별출연)

### 영화
- 공포특공대
- 마당을 나온 암탉 - 원앙모 / 마당 암탉
- 안녕, 티라노: 영원히, 함께 - 루크토

### CF
- 2000년 농심 매코미
- 2001년 오뚜기 물냉
- 2007년 SK텔레콤 3G+
- 2009년 컨버스 We’re HaHaHa Family 캠페인
- 2012년 팁코주스
- 2015년 뱅크아울렛 이태리아웃도어바일로땡처리처분
- 2021년 리치앤코

## 홍보대사
- 2001년 써니YNK 달려라 하니 홍보대사
- 2005년 세브란스병원 건강홍보대사
- 2007년 강남구 걷기운동 홍보대사
- 2008년 드림스타트 홍보대사
- 2009년 경기미 홍보대사
- 2011년 5월 2011 대한민국 오리데이 페스티벌 홍보대사, 한국오리협회 홍보모델 (with 박준형)

## 수상 목록
- 2023년 KBS 연예대상 베스트 커플상 (with 박준형)

## 가족 관계
- 배우자 : 박준형 (1973년 12월 22일 ~ )
  - 장녀 : 박주니 (2007년 3월 29일 ~ )
  - 차녀 : 박혜이 (2009년 4월 24일 ~ )